# Ejército Filipino
El Ejército Filipino (en filipino: Hukbong Katihan ng Pilipinas y en inglés: Philippine Army (PA)) es la rama principal, más antigua y más numerosa de todas las que componen las Fuerzas Armadas de Filipinas. Es el responsable de la guerra terrestre. El comandante general del Ejército Filipino es actualmente el teniente coronel Rolando Joselito Bautista, quien accedió al cargo el 5 de octubre de 2017. Los cuarteles generales del ejército se encuentran en el Fuerte Bonifacio, una estructura militar que se encuentra en la ciudad de Taguig, dentro de la zona metropolitana de Manila.

## Historia

### Independencia y guerra filipino estadounidense (1897-1902)
El líder revolucionario Andrés Bonifacio, es considerado uno de los artífices del ejército filipino, que sirvió para organizar las fuerzas revolucionarias de Filipinas que se enfrentaron en un primer momento a las fuerzas españolas durante la revolución filipina y la guerra hispano-estadounidense aliados con estos últimos, para después enfrentarse a ellos en la guerra filipino-estadounidense, la cual Filipinas perdería y pasaría a ser un país que, en la práctica, funcionaba como una colonia de los Estados Unidos en el mar de China. 

### Mancomunidad Filipina (1902-1942)
Tras la derrota frente a EE. UU. y convertirse en un país ocupado por él, Filipinas vivió un nuevo periodo cuasi-colonial en el que la política externa estuvo dirigida por los intereses estadounidenses.
El ejército filipino fue entrenado y armado por las fuerzas estadounidenses. Aunque la presencia real se basaba en bases militares estadounidenses y no a la formación de un ejército filipino con verdadera capacidad. Con la proclamación de la Mancomunidad Filipina en 1935 se consiguió un poco más de independencia en muchos asuntos, entre ellos el militar. Si bien el país seguía siendo totalmente dependiente de Estados Unidos para armar a sus soldados.

### Segunda Guerra Mundial (1942-1946)
Durante la Segunda Guerra Mundial (1939-1945), en el teatro frente del Pacífico, el Imperio de Japón ocupó Filipinas en 1942, al año siguiente se formó la Segunda República Filipina, un régimen títere de Japón.
Las tropas del ejército filipino fueron hechas prisioneras durante la ocupación, siendo recluidas en Bataán, hasta su liberación durante la ofensiva aliada sobre Filipinas.
Durante este período y el posterior al fin de la guerra, las fuerzas previas a la invasión japonesa los remanentes de las fuerzas del ejército filipino fueron considerados como miembros de las Fuerzas Armadas de los Estados Unidos por orden presidencial 6 Fed. Reg. 3825, de 1941, bajo el mando del Gral. Douglas MacArthur.

### Posguerra y administración Marcos (1946-1986)
El 20 de junio de 1946, terminó el servicio del ejército filipino dentro de las FF. AA. estadounidenses. Al día siguiente, el 1 de julio, el presidente Roxas firmó un decreto ejecutivo (la Orden n.º 94) por la cual se reconocía el servicio del ejército filipino dentro de las Fuerzas Armadas de Filipinas. Algo clave para la actualización de la Armada Filipina y la creación de la Fuerza Aérea Filipina.
Durante la década de 1950 y la de 1960, Filipinas entrenó y mandó tropas a zonas en conflicto como parte de sus deberes como miembro de la Organización de las Naciones Unidas. Varios batallones filipinos lucharon en la guerra de Corea, llegando a desplegar 7.460 soldados filipinos en la península, de los cuales murieron 112 y 16 se dieron por desaparecidos. Además, Maximo Young, un soldado filipino, recibió la medalla Taegeuk por sus servicios en Corea.
Durante estas décadas también se vivieron algunos conflictos con pequeñas fuerzas comunistas en zonas internas del país. En la década de 1970 estos conflictos internos, tanto contra los comunistas, como contra los moros, se intensificaron. (Véase Insurgencia en Filipinas)

### Actualidad (1986-)
Desde 1986, el ejército filipino se ha mantenido como garante de la integridad territorial del país. El ejército ha servido en conflictos internacionales (Operación Tormenta del Desierto y Operación Libertad iraquí) como en conflictos internos (conflicto Moro).
En 2016, el entonces ministro de defensa nacional, Delfín Lorenzana, hizo unas declaraciones en las que defendía que Filipinas ya no necesitaría más de las ayudas que EE. UU. otorgaba en forma de préstamos a Filipinas para sustentar y actualizar sus propias FF. AA. como había sido tradicional desde 1946.

## Orden de Batalla

### Cuartel General

#### Infantería
- 1.ª División de Infantería
- 2.ª División de Infantería
- 3.ª División de Infantería
- 4.ª División de Infantería
- 5.ª División de Infantería
- 6.ª División de Infantería
- 7.ª División de Infantería
- 8.ª División de Infantería
- 9.ª División de Infantería
- 10.ª División de Infantería
- 11.ª División de Infantería

#### Caballería
- 1.ª División Blindada (antigua División Blindada Ligera y 1ª División de Infantería Mecanizada)

#### Ingenieros
- 51.ª Brigada de Ingenieros
- 52.ª Brigada de Ingenieros
- 53.ª Brigada de Ingenieros
- 54.ª Brigada de Ingenieros

#### Unidades de apoyo
- Regimiento de Comunicaciones del Ejército
- Regimiento de Artillería del Ejército
- Regimiento de Aviación del Ejército
- Regimiento de Operaciones Cívico-Militares
- Grupo de Seguridad e Inteligencia

#### Servicios de apoyo
- Comando de Reserva del Ejército
- Comando de Entrenamiento y Doctrina
- Comando de Apoyo del Ejército
- Centro de Finanzas
- Banda del Ejército Filipino (anteriormente conocido como Banda del Cuartel General del Ejército Filipino)
- Cuerpos de Enfermeras del Ejército Filipino
- Cuerpos Médicos del Ejército Filipino
- Batallón de Seguridad y Escolta del Ejército Filipino

### Unidades especiales
- Comando de Operaciones Especiales del Ejército (SOCOM).
  - 1.º Regimiento de Cazadores Exploradores
  - Regimiento de Fuerzas Especiales (Paracaidistas)
  - Regimiento de Reacción Ligera

## Armamento
En la actualidad, el ejército filipino se encuentra en una fase de modernización de su armamento militar.